# Tsuyoshi Yamanaka
Tsuyoshi Yamanaka (japonès: 山中 毅)  (Wajima, 18 de gener de 1939 - Tòquio, 10 de febrer de 2017) fou un nedador japonès, especialista en estil lliure, que va competir durant les dècades de 1950 i 1960.
Durant la seva carrera esportiva va prendre part en tres edicions dels Jocs Olímpics d'Estiu, el 1956, 1960 i 1964, amb un balanç de quatre medalles de plata: dues el 1956, en els 400 metres lliures i 1.500 metres lliures; i dues més el 1960, en els 400 metres lliures i 4x200 metres lliures, on formà equip amb Makoto Fukui, Hiroshi Ishii i Tatsuo Fujimoto. En el seu palmarès també destaquen dues medalles d'or, en els 400 i 1.500 metres lliures, als Jocs Asiàtics de 1958.
Yamanaka va estudiar a la Universitat del Sud de Califòrnia, on va batre el rècord mundial de 200 metres lliures tres vegades en dos mesos el 1961. Anteriorment, el 1958 i 1959, havia establert dos rècords dels 200 metres, però en aquells moments la distància no era olímpica. Yamanaka també va establir un rècord mundial dels 400 metres el 1959 i tres rècords mundials en el relleu de 4x200 metres el 1959 i el 1963. Es va graduar a la Universitat de Waseda i més tard va dirigir la Itoman Swimming School d'Osaka. El 1983 fou incorporat a l'International Swimming Hall of Fame. El 1995 es va presentar, sense èxit, a la Cambra de Consellers.
Va morir de pneumònia el 10 de febrer de 2017 a Tòquio, amb 78 anys.